# La belleza de los fractales
La belleza de los fractales (título original en inglés: The Beauty of Fractals) es un libro publicado en 1986 y escrito por Heinz-Otto Peitgen y Peter Richter. Trata sobre los campos de la dinámica compleja, la teoría del caos y el concepto de fractal. Está ricamente ilustrado y como libro de matemáticas se convirtió en un éxito inusual.
El libro incluye un total de 184 ilustraciones, incluidas 88 imágenes a todo color de conjuntos de Julia. Aunque el formato sugiere un libro de mesa de cafetería, la discusión del trasfondo de las imágenes presentadas aborda algunas matemáticas sofisticadas inusuales en los libros de divulgación científica. En 1987, el libro ganó un premio a la comunicación técnica distinguida.

## Resumen
La obra comienza con una introducción general a la dinámica compleja, a la teoría del caos y a los fractales. En particular, se discute el escenario de Feigenbaum y la relación con el conjunto de Julia y el conjunto de Mandelbrot. Las siguientes secciones especiales proporcionan detalles en profundidad de las imágenes mostradas: Dinámica de Verhulst; Conjuntos de Julia y su generación computarizada; Clasificación de puntos críticos de Sullivan; Conjunto de Mandelbrot, Ángulos externos y árboles de Hubbard; Método de Newton para polinomios complejos (Problema de Cayley, Método de Newton para ecuaciones reales, un sistema discreto de Volterra-Lotka, ceros de Yang-Lee, y renormalización (magnetismo y límites complejos)).
El libro también incluye contribuciones aportadas por Benoît Mandelbrot, Adrien Douady, Gert Eilenberger y Herbert W. Franke, que proporcionan formalidad adicional y algunos detalles históricamente interesantes. Benoit Mandelbrot ofrece un relato muy personal de su descubrimiento de los fractales en general y del fractal que lleva su nombre en particular. Adrien Douady explica los problemas resueltos y no resueltos relacionados con el a veces divertido y siempre complejo conjunto de Mandelbrot.

## Las imágenes
Parte del texto se concibió originalmente como un catálogo complementario de la exposición Fronteras del Caos organizada por el Instituto Goethe alemán, presentada por primera vez en Europa y Estados Unidos, para describir el contexto y el significado de estas imágenes. Las imágenes fueron creadas en el "Laboratorio de Gráficos por Computadora de Sistemas Dinámicos" de la Universidad de Bremen en 1984 y 1985. Se tuvo que desarrollar código informático especializado para hacer los cálculos necesarios, que en ese momento requerían horas de computadora para crear una sola imagen. Para la exhibición y el libro, las imágenes generadas tuvieron que ser capturadas como fotografías. La captura y el archivo de imágenes digitales no eran factibles en ese momento.
El libro fue citado y sus imágenes fueron reproducidas en varias publicaciones. Algunas imágenes se utilizaron incluso antes de la publicación del libro. El artículo de portada de la edición de agosto de 1985 de "Scientific American" mostraba algunas de las imágenes y proporcionaba una referencia al libro que se iba a publicar.
Una secuencia de imágenes particular del libro es la serie de primeros planos "valle de los caballitos de mar". Si bien la primera publicación de una serie tan cercana fue el artículo de portada de junio de 1984 de la revista "Geo", "La belleza de los fractales" proporcionó la primera publicación de este tipo dentro de un libro.

## Traducciones
- Traducción italiana: La Bellezza dei Frattali, Bollati Boringhieri, Torino 1987, ISBN 88-339-0420-2
- Traducción al japonés: Springer-Verlag, Tokio 1988, ISBN 3-540-15851-0
- Traducción rusa: Krasota Fractalov, Mir, Moscú 1993, ISBN 5-03-001296-6
- Traducción al chino: Z.-J. Jing y X.-S. Zhang, Science Publishers, Beijing 1994, ISBN 7-03-004188-7 / TP 374